# Топографическо-этнографическій очеркъ Македоніи
„Топографическо-этнографическій очеркъ Македоніи“ (в превод на български „Топографическо-етнографически очерк на Македония“) е книга на Стефан Веркович, отпечатана на руски език в 1889 година в Санкт Петербург. Очеркът е първата книга, в която се публикуват важни географски, етнографски и статистически данни за населените места и населението на Македония и за времето си е „най-цялостният изследователски труд върху етнографията на Македонската област“, с който Веркович с обективни научни данни защитава пред руската дипломация българския етнически характер на областта.